# Emanuel Lasker
Emanuel Lasker (Berlinchen, Prusia, 24 de diciembre de 1868-Nueva York, 11 de enero de 1941) fue un ajedrecista, matemático y filósofo alemán, segundo campeón del mundo de ajedrez, de 1894 a 1921.
Obtuvo el título a los 25 años tras derrotar a Wilhelm Steinitz y es el campeón del mundo de ajedrez que más tiempo lo ha retenido, 27 años consecutivos, hasta que en 1921 perdió el match de La Habana frente al gran maestro cubano José Raúl Capablanca. Fue pionero entre sus contemporáneos en la explotación de los aspectos psicológicos del juego, sacando partido con enorme habilidad de las deficiencias particulares de cada uno de sus oponentes.

## Biografía

### Juventud y comienzos de su carrera (1868-1893)

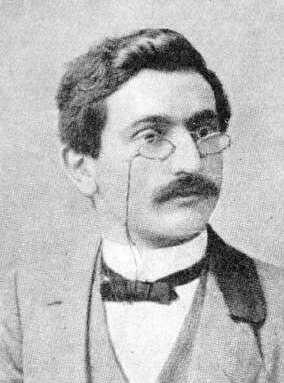
Emanuel Lasker en su juventud.

Emanuel Lasker nació el 24 de diciembre de 1868 en Berlinchen (actualmente Barlinek en Polonia), una pequeña localidad alemana cercana a la frontera ruso-prusiana entonces perteneciente a Brandeburgo. Procedente de una humilde familia judía, su madre se llamaba Rosalie Israelssohn y su padre, Adolf Lasker, era cantor en la sinagoga local. A los doce años ya había dado pruebas de talento para las matemáticas y fue enviado a una escuela en Berlín al cuidado de su hermano mayor Berthold, quien le enseñó a jugar al ajedrez y le llevó a cafés donde pronto empezó a ganar dinero apostando en sus partidas.
Terminada la escuela secundaria obligatoria, ingresó en 1888 en la facultad de Matemáticas de la Universidad de Berlín a la vez que seguía progresando en el ajedrez. Ganó un torneo en el Café Kaiserhof con el 100% de la puntuación y también un torneo secundario del Sexto Congreso de la Unión Alemana de Ajedrez, celebrado en Breslau en 1889. Este último triunfo le valió el título de maestro y la posibilidad de ser invitado a torneos internacionales, debutando en el de Ámsterdam de 1889 en el que se clasificó en segunda posición, con 6 puntos de 8 partidas, por detrás de Amos Burn y superando a jugadores de la talla de James Mason o Isidor Gunsberg. Ya en este su primer torneo importante realizó, en su partida contra Bauer, una combinación basada en el sacrificio de ambos alfiles que se convertiría en un modelo clásico.
|       |       |       |       |       |       |       |       |    |  |
|       | a8 rd | b8    | c8    | d8    | e8    | f8 rd | g8 kd | h8 |  |
| a7    | b7 bd | c7    | d7    | e7 bd | f7 pd | g7 pd | h7 pd |    |  |
| a6 pd | b6 pd | c6 qd | d6    | e6 pd | f6    | g6    | h6    |    |  |
| a5    | b5    | c5 pd | d5 pd | e5 bl | f5    | g5    | h5 nd |    |  |
| a4    | b4    | c4    | d4    | e4    | f4 pl | g4    | h4    |    |  |
| a3    | b3 pl | c3    | d3 bl | e3 pl | f3    | g3    | h3    |    |  |
| a2 pl | b2    | c2 pl | d2 pl | e2 ql | f2    | g2 pl | h2 pl |    |  |
| a1 rl | b1    | c1    | d1    | e1    | f1 rl | g1 kl | h1    |    |  |
|       |       |       |       |       |       |       |       |    |  |

Al volver de Ámsterdam, derrotó en un encuentro individual a Curt von Bardeleben (+2 -1 =1) y mucho más claramente a Jacques Mieses (+5 =3). En 1890 viajó a Londres, donde también venció, entre otros, al maestro inglés Henry Bird. Londres seguía conservando fama de capital ajedrecística, así que Lasker regresó allí para instalarse y en 1892 volvió a medirse con Bird al que aplastó (+5 =0), como también lo hizo con el ilustre Joseph Blackburne (+6 =4).

### Conquista del campeonato del mundo (1894-1896)
Ya pensando en la posibilidad de convertirse en campeón mundial, desafió a uno de los máximos aspirantes Siegbert Tarrasch, pero este declinó, respondiendo que primero debía vencer en un torneo importante, y prefirió disputar un match con Mijail Chigorín que finalizó empatado.
Así las cosas, decidió dar un paso audaz: viajar a Estados Unidos, donde vivía el campeón, Wilhelm Steinitz. Allí disputó enfrentamientos con varios maestros, entre ellos contra Jackson Showalter (+6 -2 =2), además de ganar el torneo de Nueva York (1893) con 13 puntos de 13 posibles por delante de Albin, Showalter y un joven Harry Nelson Pillsbury. Finalmente en agosto de 1893 desafió a Steinitz y el campeón aceptó el reto.
El match se celebró entre el 15 de marzo y el 26 de mayo de 1894 entre Nueva York, Filadelfia y Montreal y, aunque discurrió igualado en sus inicios, la victoria de Lasker en una complicadísima séptima partida pareció quebrar la resistencia de Steinitz, que a su avanzada edad unía algunos problemas de salud. El resultado final fue un claro triunfo de Lasker (+10 -5 =4).
Al año siguiente se jugó en Hastings el que, atendiendo a la nómina de participantes, fue el torneo más fuerte del siglo XIX. Estaban presentes los cuatro principales aspirantes al título: Lasker, Steinitz, Tarrasch y Chigorín, pero la victoria le correspondió a la nueva estrella, el estadounidense Pillsbury. Aunque Lasker lo derrotó en su encuentro particular, finalmente solo pudo terminar tercero por detrás de Chigorín a un punto de Pillsbury.
|       |       |       |       |       |       |       |       |    |  |
|       | a8    | b8    | c8 rd | d8    | e8    | f8 rd | g8 kd | h8 |  |
| a7 pd | b7 pd | c7    | d7    | e7    | f7 pd | g7 pd | h7    |    |  |
| a6    | b6    | c6    | d6    | e6 bd | f6 bd | g6    | h6 pd |    |  |
| a5 qd | b5    | c5    | d5 pd | e5    | f5 pl | g5    | h5 ql |    |  |
| a4    | b4    | c4    | d4 pl | e4    | f4    | g4    | h4    |    |  |
| a3    | b3    | c3 nl | d3    | e3    | f3    | g3    | h3    |    |  |
| a2 pl | b2 pl | c2    | d2    | e2    | f2    | g2 pl | h2 pl |    |  |
| a1    | b1 kl | c1    | d1 rl | e1    | f1 bl | g1    | h1 rl |    |  |
|       |       |       |       |       |       |       |       |    |  |

La revancha con Pillsbury llegaría en el match-torneo cuadrangular a seis vueltas celebrado poco después en San Petersburgo (1895/96). Pillsbury derrotó a Lasker en sus dos primeros enfrentamientos y parecía destinado a la victoria y a ganarse el derecho a la disputa del título, pero en su cuarto encuentro Lasker derrotó a Pillsbury con negras en una sensacional partida que él mismo acabó considerando la mejor de su carrera. Finalmente Lasker ganó el torneo y Pillsbury, quizás enfermo, se derrumbó y solo pudo ser tercero. Acto seguido Lasker también se impuso en el supertorneo de Núremberg (1896) por delante de Géza Maróczy, Pillsbury y Tarrasch.
Poco después disputó en Moscú (1896/97) el primer match revancha de la historia contra Steinitz, que con sesenta años ya no estaba en su mejor forma y acumulaba problemas de salud. Lasker revalidó el título con el resultado de +10 -2 =5.

### Campeón del mundo (1897-1920)
Una vez confirmado el título Lasker abandonó la competición para continuar sus estudios de filosofía y matemáticas regresando triunfalmente en 1899, cuando se impuso de forma aplastante en el torneo de Londres (con 23,5 de 27, por delante de Maróczy, Pillsbury y Janowski)  y después en París (14,5 de 16, por delante de Pillsbury, Maróczy y Marshall).
En 1899 Janowski fue el primero en proponer a Lasker un desafío por el título de campeón que no llegó a disputarse debido a las exigencias de Lasker tanto en el formato de la competición como en la bolsa de premios. En aquel entonces no había una reglamentación establecida y era el vigente campeón el que imponía sus condiciones; Lasker alegaba que estas, principalmente las económicas, debían ser elevadas y dignificarían el ajedrez profesional (el mismo Steinitz había fallecido en apuradas circunstancias), aunque esto también daba al poseedor del título la posibilidad de evitar a oponentes que considerara peligrosos en un momento determinado.

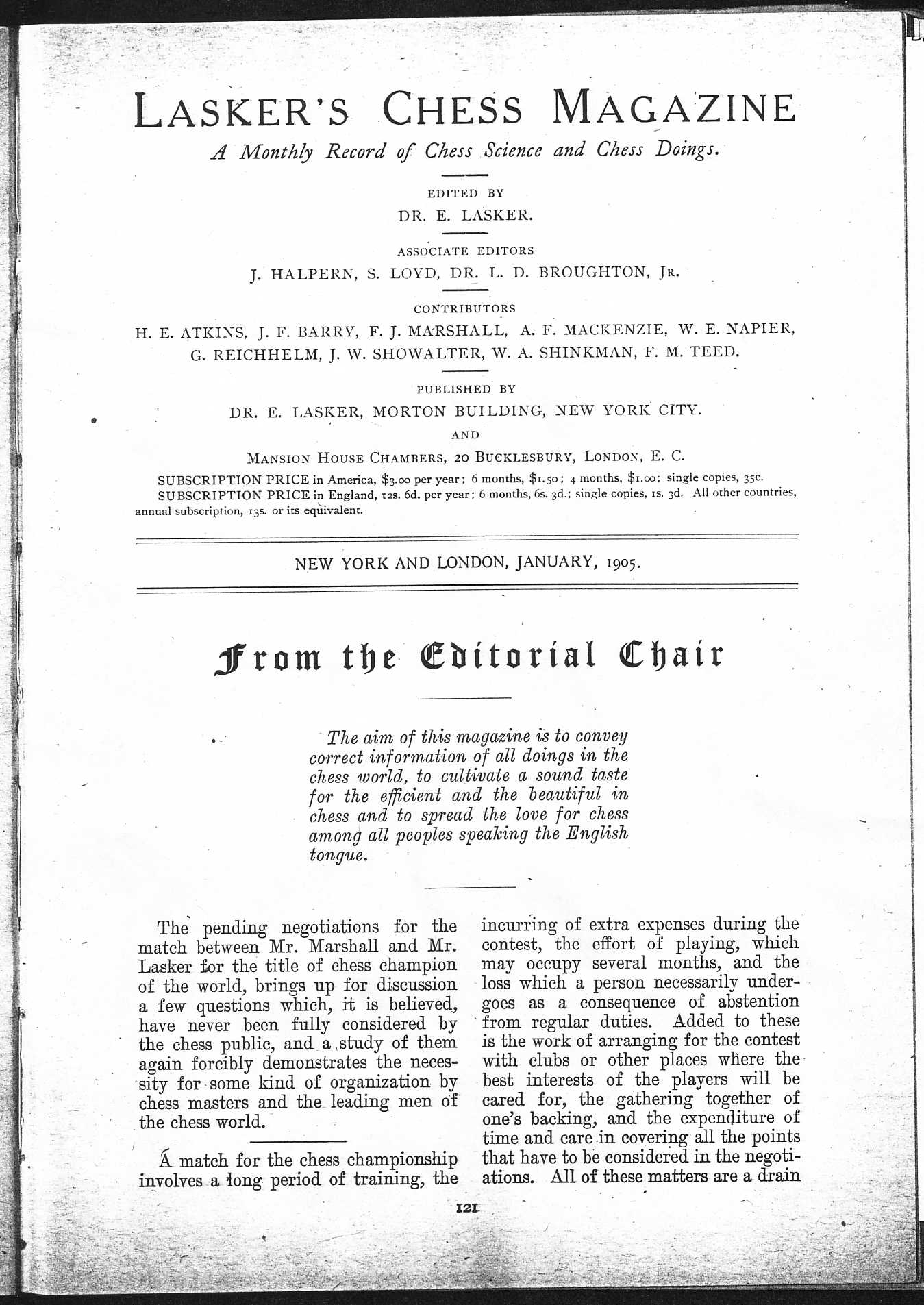
Negociaciones para el match con Marshall
Lasker's Chess Magazine (enero de 1905).

En estos años Lasker estaba más dedicado a sus estudios académicos en filosofía y matemáticas que al ajedrez. Dirigido por el matemático alemán Max Noether presentó en 1900 su tesis doctoral, que fue publicada en Philosophical Transactions, la revista de la Royal Society. Hasta el año 1907 únicamente jugó en 1904 el torneo de Cambridge Springs, Pensilvania, en el que compartió el segundo puesto con Janowski, por detrás de Marshall.
Finalmente fue Marshall el que en 1907 disputó el título a Lasker gracias a que los aficionados norteamericanos consiguieron reunir el dinero necesario. Aunque Marshall era un jugador brillante y derrotó a Janowski en 1905 (+8 -5 =4), ese mismo año fue aplastado por Tarrasch (+8 -1 =8) y tampoco pudo oponer la menor resistencia al campeón, perdiendo el match por un contundente +8 =7. Después del torneo de Cambridge Springs Lasker se quedó en Estados Unidos, donde publicó durante cuatro años la revista Lasker's Chess Magazine que finalmente debió cerrar a causa de dificultades económicas en 1908, año en el que regresó a Alemania.
En 1908 puso finalmente el título en juego contra el rival que era unánimemente considerado el aspirante más peligroso, Siegbert Tarrasch. El encuentro por el campeonato, que se llevaría el primero en ganar ocho partidas, comenzó el 17 de agosto en Düsseldorf y siguió a partir de la quinta partida en Múnich. Lasker se impuso por un claro +8 =5 -3 ante un Tarrasch que, a sus 46 años quizás había dejado atrás la cúspide de su fuerza.

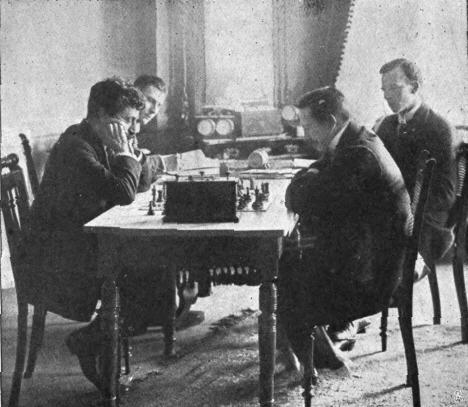
Lasker (izq.) contra Tarrasch (der.)
Match por el campeonato del mundo (1908).

Al año siguiente Lasker compartió el primer puesto en el torneo de San Petersburgo con Akiba Rubinstein. Ambos aventajaron en 3,5 puntos a sus inmediatos seguidores, pero Lasker perdió con Rubinstein un final de torres que hoy en día es clásico y su rival se convirtió en el principal aspirante al título mundial. Sin embargo Rubinstein no consiguió financiación para organizar el match en sus mejores años y, además de que Lasker utilizaba su potestad de campeón para evitar a sus rivales más peligrosos, posteriormente perdió la oportunidad debido el estallido de la Primera Guerra Mundial a cuyo término José Raúl Capablanca ya había realizado enormes progresos.
En 1910, en Viena y Berlín, disputó un nuevo match por el campeonato con el jugador austriaco Carl Schlechter. Aunque Schlechter era un fuerte ajedrecista resultó una sorpresa que Lasker estuviese a punto de perder el título: después de ser derrotado en la quinta partida tras desperdiciar su ventaja solo pudo igualar el marcador (+1 -1 =8) tras ganar, después de enormes complicaciones, la décima y última partida (en la que se jugó una variante de la defensa eslava a la que el propio Schlechter dio nombre). El match fue inusualmente corto ya que, previsto inicialmente a treinta partidas, se recortó a diez debido a problemas financieros y además su reglamentación, que no fue hecha pública totalmente en su día, ha sido muy discutida por los historiadores del ajedrez ya que en condiciones normales Schlechter podría haber jugado a tablas la décima partida. Sin embargo estaba estipulado que el aspirante tenía que lograr una ventaja de dos puntos para proclamarse campeón.
A finales de ese mismo año retuvo el título con mucha más facilidad ante Janowski. El match se jugó en Berlín y Lasker no concedió la más mínima oportunidad a su rival: ganó ocho partidas sin sufrir ni una sola derrota (+8 =3).
Más peligroso hubiera sido un match contra Capablanca, que venía de obtener una sensacional victoria en el torneo de San Sebastián (1911), su primera aparición en la élite mundial. Capablanca aceptó la bolsa de premios de 10 000 dólares que se le exigió, pero rechazó el resto de las condiciones: el ganador sería el primero en vencer seis partidas, aunque llegados al límite de treinta el campeón solo perdería el título en caso de perder por un margen no inferior a dos puntos. Esta última norma, similar a la utilizada en el match con Schlechter, fue la que Capablanca consideró más injusta.
Afirmado su título no disputó torneos importantes hasta 1914 y mientras tanto se casó en 1911 con Martha Cohen, procedente de una acomodada familia judía. El matrimonio se instaló en Berlín.
Durante estos tiempos escribió "Curso de ajedrez" (1914), un libro en donde relata, de forma básica, una guía para jugar y crear estrategia en el juego-ciencia.
|    |       |       |       |       |       |       |       |    |  |
|    | a8    | b8    | c8    | d8    | e8 kd | f8    | g8 rd | h8 |  |
| a7 | b7 bd | c7    | d7 rd | e7    | f7    | g7    | h7    |    |  |
| a6 | b6 nd | c6 pd | d6 pd | e6 nl | f6 pd | g6    | h6    |    |  |
| a5 | b5 pd | c5    | d5    | e5    | f5 pl | g5 pd | h5    |    |  |
| a4 | b4 pl | c4    | d4    | e4 pl | f4    | g4 pl | h4    |    |  |
| a3 | b3    | c3 nl | d3    | e3    | f3    | g3 kl | h3 rl |    |  |
| a2 | b2    | c2 pl | d2    | e2    | f2    | g2    | h2    |    |  |
| a1 | b1    | c1    | d1    | e1    | f1    | g1    | h1 rl |    |  |
|    |       |       |       |       |       |       |       |    |  |

En los años previos a la guerra el acontecimiento ajedrecístico más importante fue sin duda el supertorneo de San Petersburgo de 1914. Se había decidido que el ganador, de no ser el propio Lasker, adquiriría el derecho a disputar un encuentro por el título mundial. El torneo constaba de una primera fase por sistema liga entre once jugadores que clasificaría a los cinco primeros a una final a doble vuelta. La liga preliminar la ganó Capablanca con punto y medio de ventaja sobre Lasker, seguidos de Tarrasch, Alekhine y Marshall. Sin embargo en la fase final Lasker jugó de forma sensacional anotándose 7 puntos en 8 partidas y aventajando en el cómputo total a Capablanca por medio punto. La partida decisiva fue la de la segunda ronda entre los líderes, una apertura española con la variante del cambio, en la que Lasker consiguió una de las victorias más famosas de su carrera.
Durante la guerra la actividad ajedrecística disminuyó y también se aplazaron las negociaciones con Rubinstein y Capablanca para una posible disputa del campeonato mundial. En 1916 Lasker jugó en Berlín contra Tarrasch un encuentro amistoso con el resultado de +5 =0 -1 y, ya en 1918, un torneo a doble vuelta contra Rubinstein, Schlechter y Tarrasch que ganó con 4,5 puntos de 6.

### El final de su carrera (1921-1941)

#### Matchpor el campeonato del mundo con Capablanca (1921)
Finalizada la guerra Lasker estaba prácticamente arruinado y en 1920 reanudó las negociaciones con Capablanca para la organización del mundial. Se reunieron en La Haya donde Lasker, que prefería jugar en Holanda y Estados Unidos, debió aceptar que el match se disputará el año siguiente en La Habana ya que los seguidores cubanos de Capablanca habían reunido un fondo nada despreciable de 20 000 dólares. Por primera vez se jugó al mejor de 24 partidas, norma que posteriormente se convirtió en habitual.
Por lo tanto el encuentro se jugó en el país del aspirante y bajo un clima que causó grandes problemas de adaptación a Lasker, que con 52 años, veinte más que su rival, además no se encontraba bien de salud. Aunque Lasker no lo puso en ningún momento en aprietos el juego fue más disputado de lo que parece indicar el abultado marcador final de 9 a 5 favorable a Capablanca (+4 =10), momento en el que Lasker abandonó el encuentro por recomendación de su médico.

#### Trayectoria posterior

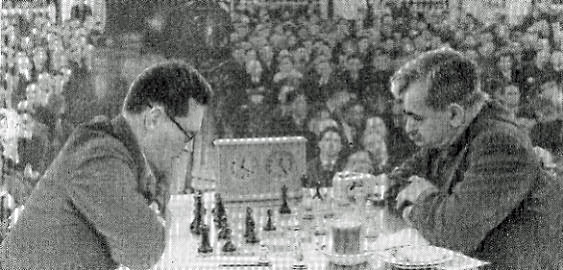
Lasker-Botvínnik (½-½).
Torneo de Moscú (1936).

Después de perder el título Lasker siguió jugando a un gran nivel enfrentándose con éxito tanto a los maestros de su generación como a los jóvenes ajedrecistas cargados de nuevas ideas. Así ganó el torneo internacional de Mährisch-Ostrau (1923) terminando invicto con 10,5 puntos de 13 por delante de Richard Réti y Ernst Grünfeld.
Aún más importante fue su claro triunfo en el torneo de Nueva York (1924), jugado a doble vuelta con la presencia de casi toda la élite del ajedrez mundial. Lasker se impuso con 16 puntos de 20 superando por punto y medio a Capablanca y por cuatro a Alekhine. Meses después terminó segundo tras Bogoljubov en el primer torneo internacional de Moscú (1925) aventajando en medio punto a Capablanca.
Después de Moscú Lasker abandonó el ajedrez y dedicó esos años a sus actividades académicas y también a otras aficiones como el bridge y el go. Sin embargo tanto él como su esposa Martha eran judíos y la llegada de Hitler al poder hizo que tuvieran que abandonar Alemania y perdieran sus propiedades, lo que los dejó en una muy difícil situación económica.
Reapareció en 1934 para tomar parte en el torneo de Zúrich donde comenzó brillantemente derrotando a Max Euwe (que el año siguiente arrebataría a Alekhine el título de campeón del mundo) aunque finalmente solo pudo clasificarse quinto. Los Lasker se habían mudado a Inglaterra durante unos meses, pero recibieron la invitación de trasladarse a la Unión Soviética, en plena era estalinista, cuando el ajedrez estaba dominado por el todopoderoso Nikolái Krylenko. Allí consiguió el último éxito de su larga carrera al conseguir el tercer puesto, invicto y precediendo a Capablanca, en el segundo torneo internacional de Moscú (1935), cuyos ganadores fueron Mijaíl Botvínnik y Salo Flohr.
En 1936 también participó en Moscú, aunque con menos éxito, clasificándose sexto con 8 puntos de 18. Su último gran torneo fue el de Nottingham (1936) donde hizo tablas con Botvinnik y Capablanca y derrotó al vigente campeón, Max Euwe.
En 1937 los Lasker abandonaron la URSS, lo que tal vez tuviera algo que ver con la progresiva caída en desgracia de Krylenko (que sería ejecutado al año siguiente) y se marcharon a los Estados Unidos. Emanuel Lasker murió a los 72 años, el 11 de enero de 1941 en Nueva York.

## Influencia en la historia del ajedrez

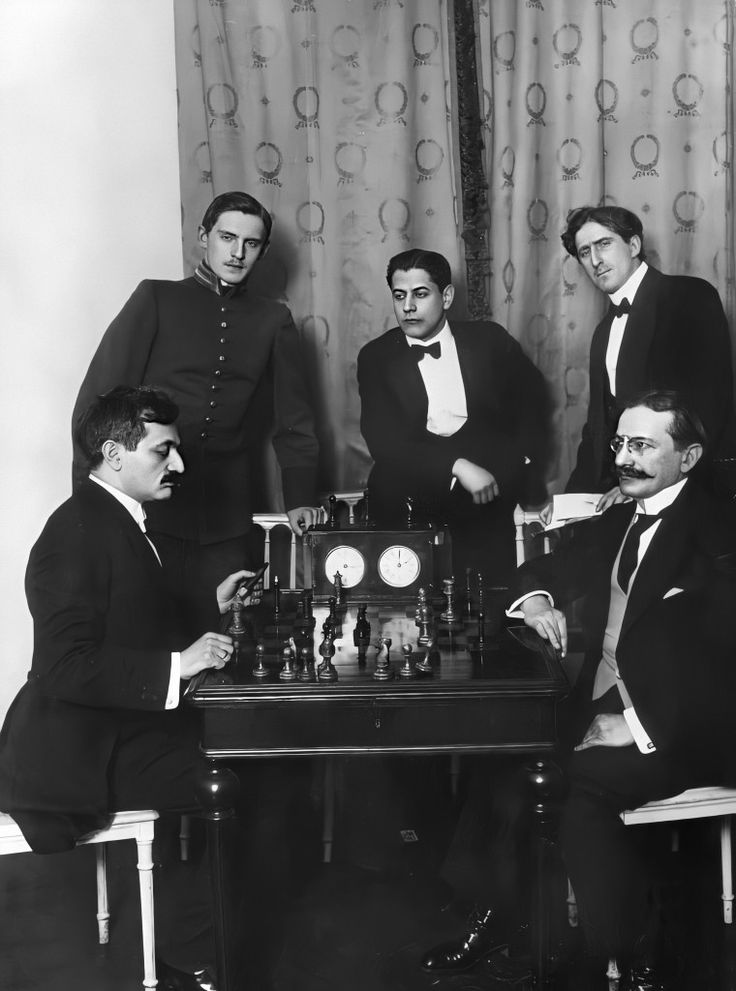
Lasker, Alekhine, Capablanca, Marshall y Tarrasch.
Torneo de San Petersburgo (1914).

Lasker, al contrario que muchos de sus contemporáneos, no realizó grandes aportaciones en el terreno de la teoría de aperturas, dada su tremenda fuerza en parte se contentaba con conseguir posiciones jugables. Aun así dio nombre a varios sistemas, como la defensa Lasker del gambito de dama y el plan contra el gambito Evans que de hecho casi lo erradicó de la práctica magistral, así como un esquema contra la apertura Reti que todavía sigue en vigor. Otro ejemplo sería su tratamiento de la variante del cambio de la apertura española, tradicionalmente considerada con tendencia a las tablas, como en su partida contra Capablanca en San Petersburgo. Posteriormente Fischer incorporó la variante en su repertorio de aperturas con un enfoque similar, particularmente evidente en su partida contra Unzicker en la Olimpíada de Siegen en 1970.
En cuanto al final de partida, evidentemente Lasker tenía una técnica sobresaliente, aunque quizá no conserve la misma fama por sus logros en esta fase de la partida que algunos de sus contemporáneos, especialmente Capablanca y Rubinstein. De todas formas muchos de sus finales son hoy clásicos, como el final de torres que le ganó al mismo Rubinstein en San Petersburgo. Lasker es también autor de un famoso final compuesto, de torre y peón contra torre y peón, que aparece en la mayoría de los manuales debido a que la maniobra es de considerable valor práctico.
|       |    |       |       |    |    |    |       |    |  |
|       | a8 | b8    | c8 kl | d8 | e8 | f8 | g8    | h8 |  |
| a7    | b7 | c7 pl | d7    | e7 | f7 | g7 | h7 rl |    |  |
| a6    | b6 | c6    | d6    | e6 | f6 | g6 | h6    |    |  |
| a5 kd | b5 | c5    | d5    | e5 | f5 | g5 | h5    |    |  |
| a4    | b4 | c4    | d4    | e4 | f4 | g4 | h4    |    |  |
| a3    | b3 | c3    | d3    | e3 | f3 | g3 | h3    |    |  |
| a2    | b2 | c2 rd | d2    | e2 | f2 | g2 | h2 pd |    |  |
| a1    | b1 | c1    | d1    | e1 | f1 | g1 | h1    |    |  |
|       |    |       |       |    |    |    |       |    |  |

Sin embargo siempre se ha considerado que la principal característica de su estilo es el aspecto «psicológico». Así lo recalcaron ya sus contemporáneos:

Lo esencial, lo nuevo, que Lasker ha llevado al juego del ajedrez, no es todo técnica pura, es el juego psicológico [...] lo esencial para él es la lucha de los nervios. Busca, por el medium de la partida de ajedrez atacar la psicología de su adversario.
Richard Réti. Los grandes maestros del tablero.

Según suele decirse, en sus partidas, muchas veces optaba por jugadas que no eran necesariamente las mejores sino las que más complicaban la partida al adversario con el que se enfrentaba, como si buscara en cada encuentro la manera de imponerse utilizando los puntos débiles de cada uno de sus rivales. Pero lo cierto es que Lasker contaba con una impresionante fuerza combinativa y una brillante técnica en los finales, armas suficientes para derrotar a la mayoría de sus coetáneos. Cuando se enfrentaba a contendientes de alto nivel, su técnica no era exactamente «psicológica» sino que buscaba complicaciones de alto riesgo, exigiendo del contrincante enorme capacidad de cálculo, y tratando de romper los estereotipos sobre estrategia general de juego vigentes en su tiempo. En esos casos, trataba de alterar el juego equilibrado, sólido y seguro que, en sus días, se creía irrebatible. En cierto modo, Lasker se adelantó por décadas al estilo de juego de su momento y tal vez haya que buscar en estas rupturas el motivo de que fuera el mejor jugador del mundo durante muchos años.

## Contribuciones en otros campos

### Matemáticas
Lasker fue un más que destacado matemático. Se graduó en Landsberg an der Warthe (hoy Gorzów Wielkopolski en Polonia) y continuó posteriormente sus estudios de filosofía y matemáticas en las universidades de Berlín, Gotinga y Heidelberg.
En 1895 ya había publicado dos artículos en la prestigiosa revista Nature, y finalmente en 1900 se doctoró en la Universidad de Erlangen-Núremberg donde bajo la supervisión de Max Noether presentó su tesis doctoral, que fue publicada en Philosophical Transactions, la revista de la Royal Society.
Sus principales aportaciones se centraron en un campo, entonces en activo desarrollo, del álgebra abstracta que estaba siendo sistematizado por el grupo de Gotinga del eminente matemático alemán David Hilbert. Su trabajo más importante lo publicó en 1905 en la revista Mathematische Annalen, cuyo resultado generalizado más tarde por Emmy Noether, hoy se conoce como el teorema de Lasker-Noether y es una parte fundamental de la teoría de ideales.
El trabajo de los matemáticos de Gotinga, sobre todo el del propio David Hilbert, tuvo aplicaciones en muchos campos, entre ellos la teoría de la relatividad de Albert Einstein, cuyo desarrollo Lasker siguió con particular interés. Lasker y Einstein se habían conocido en Alemania en la casa del escritor Alexander Moszkowski y mantuvieron una amistad que Einstein recordó más tarde en el prólogo de una biografía póstuma de Lasker:

Emanuel Lasker es sin duda una de las personas más interesantes que he conocido en los últimos años... Llegué a conocerlo bien gracias a muchos paseos donde intercambiábamos opiniones sobre los temas más variados, un intercambio bastante unilateral en el que recibí más de lo que di.
Albert Einstein. Emanuel Lasker. La vida de un maestro de ajedrez (1952)

### Juegos de estrategia
Lasker también se interesó por diversos juegos de estrategia, proclives al análisis matemático. Así inventó un juego de tablero denominado lasca (o Laskers, el término procede de su nombre) cuyas reglas publicó en 1911, y propuso variaciones en las reglas del nim. Fue también un destacado jugador de go y sobre todo de bridge.

### Publicaciones
Lasker publicó un libro titulado Kampf (Lucha) en Nueva York, editado en 1907 por la Lasker Publishing Company, y que se traduciría al inglés con el título de Struggle. En dicha publicación, que fue un desastre comercial, ahonda sobre el concepto de la lucha, la estrategia y la confrontación desde un punto de vista filosófico.
| Predecesor: Wilhelm Steinitz | Campeón del mundo de ajedrez 1894–1921 | Sucesor: José Raúl Capablanca |